# Amida de lítio
Amida de lítio é o composto inorgânico de fórmula química LiNH2. É composto de um cátion de lítio e  conjugado com uma base de amoníaco . É um produto sólido branco com uma estrutura cristalina tetragonal.

## Formulação
O sal de lítio de 2,2,6,6-tetrametil piperidina foi cristalizado como um tetrâmero::

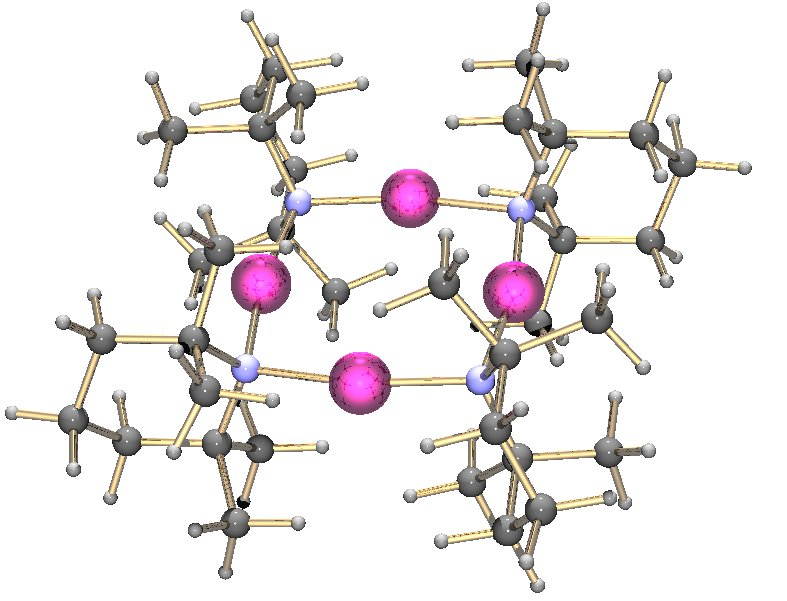
Tetrameric lithium amide.

O derivado de lítio de di (1-feniletil) amina cristaliza como um trímero

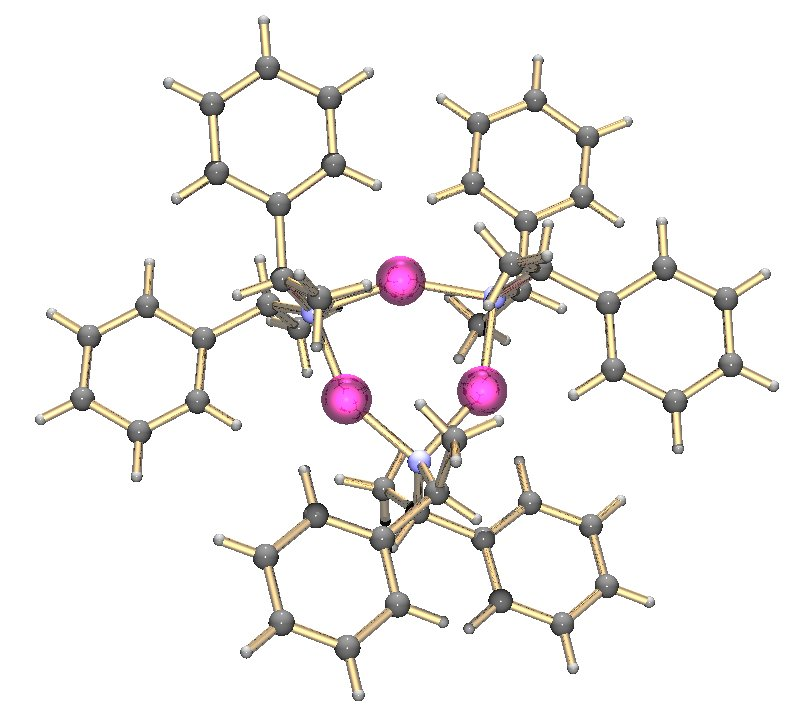
Trimeric lithium amide.

É também possível fazer oligómeros mistos de metais alcóxidos e amidas.  Estes estão relacionadas com as superbases que são misturas de alcóxidos metálicos e alquilos. Os oligómeros cíclicos são formadosr quando o azoto da amida cria um ligação sigma a uma bateria de lítio, enquanto o azoto par isolado se liga a um outro centro do metal.